# Aubigné (Deux-Sèvres)
Aubigné ist eine französische Gemeinde mit 165 Einwohnern (Stand: 1. Januar 2022) im Département Deux-Sèvres in der Region Nouvelle-Aquitaine (vor 2016 Poitou-Charentes). Sie gehört zum Arrondissement Niort und zum Kanton Melle.

## Geographie
Aubigné liegt etwa 41 Kilometer südöstlich von Niort. Umgeben wird Aubigné von den Nachbargemeinden Paizay-le-Chapt im Nordwesten und Norden, Crézières im Norden, La Bataille im Norden und Nordosten, Loubigné im Nordosten und Osten, Loubillé im Osten, Villemain im Osten und Südosten, Villiers-Couture und Romazières im Süden, Saleignes im Südwesten sowie Vinax im Südwesten und Westen.

## Bevölkerungsentwicklung
| Jahr                       | 1962 | 1968 | 1975 | 1982 | 1990 | 1999 | 2006 | 2019 |
| Einwohner                  | 393  | 336  | 319  | 303  | 248  | 214  | 211  | 184  |
| Quellen: Cassini und INSEE |      |      |      |      |      |      |      |      |

## Sehenswürdigkeiten

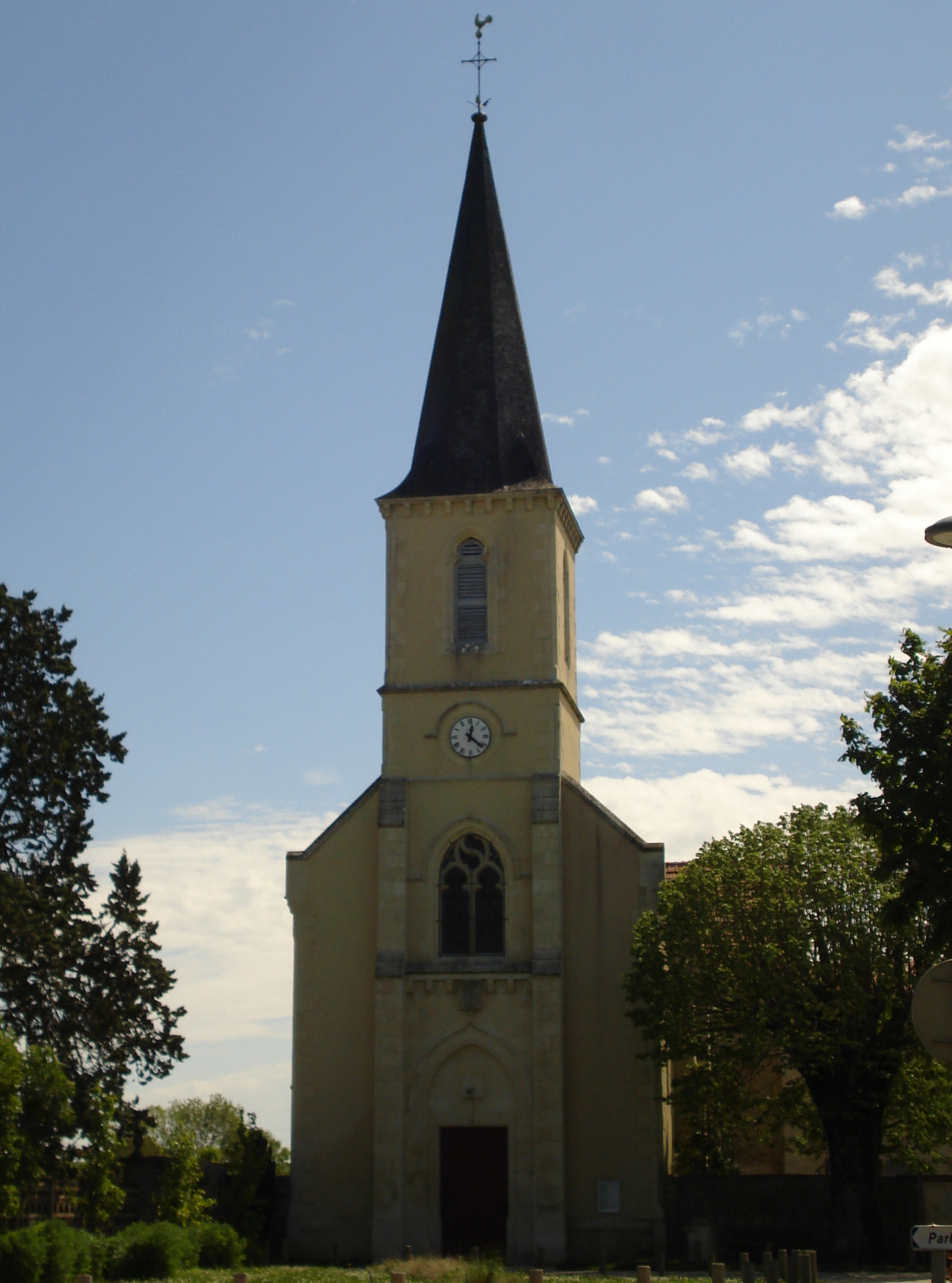
Kirche Saint-Cybard

- Kirche Saint-Cybard